# Saxifrage sillonnée
Saxifraga exarata
Espèce
La saxifrage sillonnée (Saxifraga exarata) est une espèce de plantes à fleurs de la famille des Saxifragacées.
C'est une plante herbacée vivace.
La Saxifraga exarata subsp. delphinensis porte le nom vernaculaire de saxifrage du Dauphiné.

## Distribution
En France, on trouve cet orophyte dans les Alpes, le Massif central et les Pyrénées. 